# Dąbków
Dąbków (dawniej Felsendorf) – wieś w Polsce położona w województwie podkarpackim, w powiecie lubaczowskim, w gminie Lubaczów.
Wierni Kościoła rzymskokatolickiego należą do parafii św. Stanisława Biskupa w Lubaczowie.

## Historia
Wieś założona została w latach 80. XVIII w. w ramach kolonizacji józefińskiej pod nazwą Felsendorf.
Na początku 1938 w Felsendorfie powstało Koło Rezerwistów. 
11 marca 1939 roku decyzją Ministra Spraw Wewnętrznych została zmieniona nazwa miejscowości z niemieckiej Felsendorf na polską Dąbków. Zmianę nazwy ogłoszono ponownie w 1949 roku.
W latach 1949–1954 miejscowość była siedzibą gminy Dąbków. W latach 1954–1972 wieś należała i była siedzibą władz gromady Dąbków. W latach 1975–1998 miejscowość administracyjnie należała do województwa przemyskiego.